# Congregational Christian Church of Samoa
Die Congregational Christian Church Samoa (samoanisch Ekalesia Fa’apotopotoga Kerisiano Samoa, CCCS) ist eine evangelikale Kirche in Samoa. Sie wurde von Missionaren der London Missionary Society gegründet.

## Geschichte

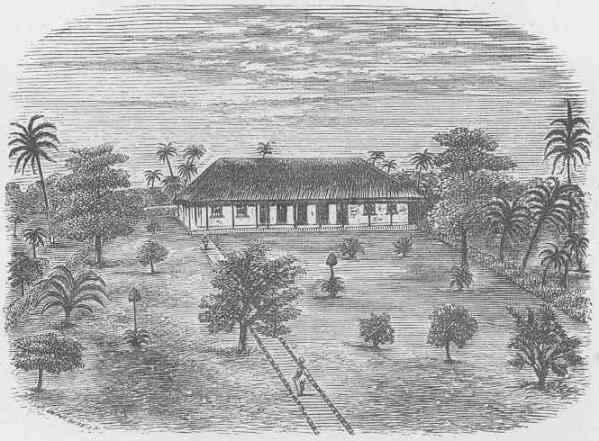
Das Institut in Malua, Samoa (London Missionary Society. 1869: S. 14.)

Die CCCS führt ihre Anfänge auf die Ankunft von Missionaren der London Missionary Society (LMS) 1830 zurück. Diese Männer wurden begleitet von Missionslehrern von Tahiti und den Cook Islands und einem samoanischen Ehepaar von Tonga.
Die Missionare der LMS kamen in einer Zeit heftiger Kriege und Kämpfe zwischen lokalen Chiefs an. Die Menschen waren müde der Gewalt und sehnten sich nach einem Ende des Blutvergießens. Willig nahmen sie die Missionare und deren Evangelium des Friedens auf.
Der Oberhäuptling Malietoa Vainu’upo aus adliger Familie nahm als erster das Christentum an. Alle seine Anhänger und Stammesangehörige folgten seinem Beispiel. In ähnlicher Weise nahm der Tui Manu’a, der Herrscher der Manu’a-Inseln die Gesandten der LMS auf. Das Königreich von Manu’a wurde ein Zentrum der LMS und der kongregationalistischen Bewegung. Innerhalb weniger Jahre wurde fast ganz Samoa zum Christentum bekehrt. Bald stellten sich auch zahlreiche Menschen aus allen Bevölkerungsschichten für Missionsarbeit in Übersee zur Verfügung. 1839, neun Jahre nach der Ankunft der LMS, wurden die ersten zwölf samoanischen Missionare zur Missionsarbeit in Melanesien ausgesandt. Seither sind Samoaner auf viele andere pazifische Inseln wie Papua-Neuguinea, Vanuatu, Kiribati, Tuvalu, Niue, Tokelau, Neukaledonien, Rotuma, Salomonen, Wallis und Futuna, u. a. gereist um das Evangelium zu verkünden. Viele dieser frühen samoanischen Missionare kehrten niemals nach Hause zurück; viele liegen auch in unbenannten und sogar nicht gekennzeichneten Gräbern auf den Inseln des Pazifik. In den 1980ern gab es auch samoanische Missionare in Afrika oder in London oder auch in abgelegenen Dörfern von Jamaika.

## Gründung des theologischen Colleges
Malua Theological College wurde 1844 gegründet. Lokale Studenten sollten dort ausgebildet werden, so dass jedes Dorf in Samoa einen eigenen theologisch ausgebildeten Pastor als spirituellen Führer hatte. Am Ende des 19. Jahrhunderts hatte sich ein eigenes Modell des geistlichen Amtes ausgebildet. Es war nach dem Vorbild der dörflichen Gemeinschaftstrukturen in Samoa gestaltet und hatte als Ziel, so viel als möglich die Wertesysteme der samoanischen Kultur zu erhalten. Die Kirchengemeinde funktionierte in der gleiche Weise wie die Dorfgemeinschaft, in der fünf Hauptgruppen (Häuptlinge – Matai, Häuptlingsfrauen, gewöhnliche Männer – aumaga, unverheiratete Frauen – aualuma und Kinder) jeweils bestimmte individuelle und gemeinschaftliche Rollen und Verantwortlichkeiten für die Erhaltung der Ordnung und des Wohlergehens haben. Die Village Congregation ist die Basiseinheit der CCCS mit dem Pastor als Führer.

## Schwerpunkte der Arbeit

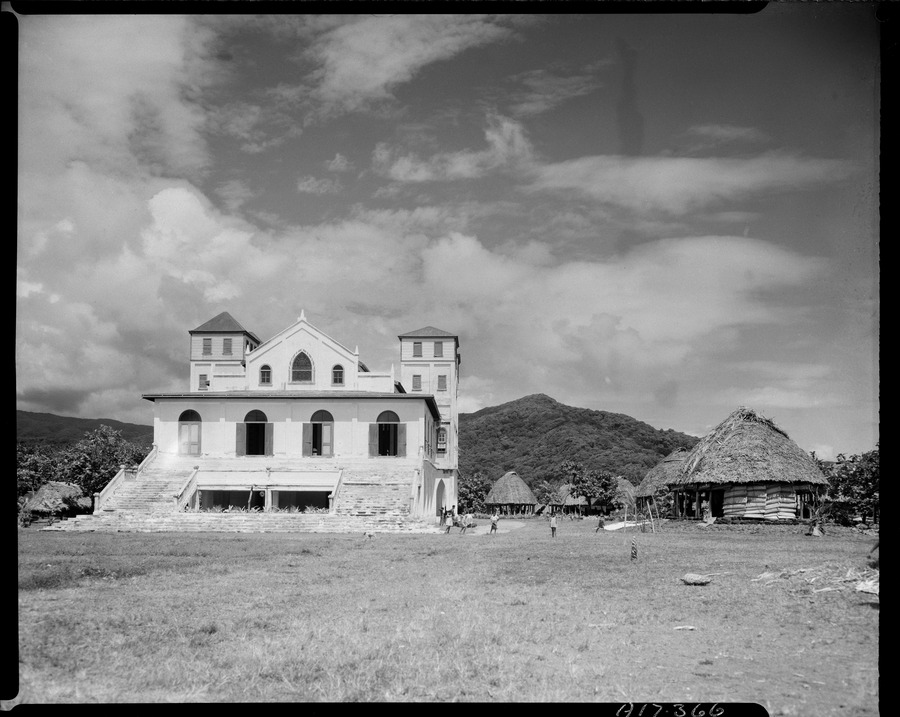
London Missionary Society. Samoa, 1949.

Die Kirche in Samoa engagierte sich missionarisch und mit einem Schwerpunkt für die „soziale Erlösung der Menschheit“ (social redemption of humanity). Diese Vision basierte auf dem Verständnis der Kirche von Gottes Souveränität. Die Kirche sah das göttliche Ziel der Erlösung weniger für einzelne Individuen als viel mehr in korporaten, sozialen und politischen Begriffen. Der neu erworbene Glaube hatte einen Fokus auf der Veränderung von Leben und Gesellschaft. Dieses Erbe ist eine Motivationskraft für den Idealismus der Nation und für das Bekenntnis der Kirche für soziale Unternehmungen. Dieser soziale Schwerpunkt wird vor allem in der Erziehung in Samoa deutlich.
Die CCCS unterhält fünf weiterführende Schulen, eine höhere Mädchenschule, eine Berufsschule für Kunst und ein theologisches College. Die CCCS betreut damit jährlich 3.000 Schüler und Auszubildende.

## Ökumenische Beziehungen
Seit der zweiten Hälfte des 20. Jahrhunderts hat die Kirche ökumenische Beziehungen mit anderen Kirchen vor Ort, in der Region und international geschmiedet. Die CCCS ist heute eine internationale Kirche mit acht Distrikten (Synode/Diözese) außerhalb Samoas: in den Vereinigten Staaten, in Hawaii, drei in Australien und drei in Neuseeland. Es gibt eine Gemeinde in Fidschi und Amerikanisch-Samoa. In Samoa allein hat die CCCS mehr als 70.000 Mitglieder. In Amerikanisch-Samoa hat die CCCAS mehr als 39.000 Gemeindeglieder. Fast die Hälfte der samoanischen Population in der Diaspora gehört der Kirche an.
Als die London Missionary Society 1977 zusammen mit anderen Missionen das Council for World Mission (CWM) gründete, wurde die CCCS ebenfalls Teil dieser globalen Missionsbewegung. Eine Kirchenspaltung ereignete sich 1980, wobei der Distrikt in Amerikanisch-Samoa sich trennte und die Congregational Christian Church of American Samoa (CCCAS) bildete. Die CCCAS wurde 1994 Mitglied des CWM. Die CWM-Konferenz 2012 wurde im Hauptquartier der CCCAS in Kananafou abgehalten. Dort kamen mehr als 31 Partnerkirchen zusammen.

## Bibel
In den ersten Jahren der Missionsarbeit entwickelten die Missionare der LMS ein eigenes samoanisches Alphabet und brachten die Samoanische Sprache in Schriftform. die Errichtung der ersten Druckerpresse in Samoa 1839, die zweite in der Pazifik-Region, war ein Meilenstein der Missionsarbeit mit dem Ziel den Menschen das Evangelium durch das geschriebene Wort zu bringen.
Die Missionare der London Missionary Society arbeiteten mit prominenten und rednerisch gut ausgebildeten Rednern von Samoa zusammen und übersetzten die Bibel in die samoanische Umgangssprache. Diese Bibelübersetzung, die „O le Tusi Pa’ia“, wird bis heute verwendet. Sie bietet eine wichtige Grundlage für die philosophische Nutzung der samoanischen Sprache. Schon 1855 war die Übersetzung der Bibel vollendet. Die Ausgabe der Samoanischen Bibel von 1886 wurde von der LMS in London gedruckt. Diese Edition benutzt römische Zahlen und das Wort, „Ieova“, oder Jehovah, für die Bezeichnung für „Herr“ im Text des Alten Testaments. Diese Edition wird auch von anderen Denominationen benutzt.
1839 gründete die LMS ein monatliches Journal, Sulu Samoa, welches bis heute von der CCCS fortgeführt wird und auch als Online-Publikation zugänglich ist auf der Homepage cccs.org.ws.
Bald darauf richtete die London Missionary Society eine eigene Druckerei ein (zuerst im Dorf Avao, Savaiʻi, später wurde der Standort nach Malua, Upolu verlegt). 1844 wurde in Malua auch ein theologisches College gegründet. Malua ist das Zentrum der Congregational Christian Church in Samoa; wobei sich die Geschäftsstelle in Apia befindet. Die Congregational Christian Church in American Samoa (CCCAS) hat ihr Hauptquartier und ein theologisches Seminar in Kanana Fou (New Canaan) auf Tutuila.